# Francesco Pulci
Francesco Paolo Pulci (Caltanissetta, 31 maggio 1848 – Caltanissetta, 6 febbraio 1927) è stato un presbitero, letterato e storico italiano.

## Biografia
Figlio di Michele Pulci e Angela Maria Pulci fu battezzato il 1º giugno 1848 nella chiesa Cattedrale con i nomi di Francesco Paolo.
Conosciuto dai nisseni come canonico Pulci, fu seminarista al seminario di Agrigento di cui divenne successivamente rettore, insegnò anche nell'ex collegio gesuitico di Caltanissetta filosofia e matematica. Fu anche canonico nella cattedrale a Caltanissetta.
È stato uno studioso e storiografo della Chiesa locale e delle tradizioni religiose della città di Caltanissetta, nonché fine poeta dialettale.
Tutta la sua produzione letteraria con i suoi manoscritti e la sua imponente biblioteca personale furono donate alla biblioteca Scarabelli della città nissena.
Fu nel 1899 il propugnatore della edificazione del monumento al Redentore di Caltanissetta in occasione dell'iniziativa promossa dal Comitato Internazionale Romano per l'omaggio solenne a Gesù Redentore, costituito per volontà di Papa Leone XIII, in occasione dell'Anno Santo del 1900.
Furono edificati in quella circostanza 18 monumenti al Redentore in tutta l'Italia.

## Opere
- Francesco Pulci, Lavori sulla storia ecclesiastica di Caltanissetta, Edizioni del Seminario, Caltanissetta 1977, pp. 398-401
- Francesco Pulci, Caltanissetta e la Vergine
- Francesco Pulci, Usi e costumi dei zolfatari in Sicilia, in «Archivio per lo studio delle tradizioni popolari», XVIII (1899).